# Dave Camp
David Lee "Dave" Camp (ur. 9 lipca 1953) – amerykański polityk, członek Partii Republikańskiej. Od 1991 do 2015 zasiadał w Izbie Reprezentantów.